# 南行集
《南行集》是宋朝文学家苏洵、苏轼、苏辙在北宋嘉佑四年（1059）至五年（1060）携家眷赴京途中所创作诗文的合集。分为《南行前集》和《南行后集》，共收录173篇诗文（加上《南行前集叙》、《南行后集引》共175篇），现尚存149篇。